# Gare d’Amiens
Gare d'Amiens – stacja kolejowa w Amiens, w regionie Hauts-de-France, we Francji. Znajduje się tu 6 peronów.

## Historia
Amiens również było skomunikowane z Canaples, Doullens i Beauvais.
Ta stacja została zniszczona w marcu 1918 i ponownie w czasie II wojny światowej, został odbudowany przez Auguste Perreta, który zrealizował w tym samym czasie Tour Perret.
Wewnątrz znajduje się obecnie remont od maja 2008. Liczniki sprzedaży biletów zostały przekazane w bungalowach na placu poza głównym wejściem.

## Połączenia
Amiens jest obsługiwane przez pociągi TER Haute-Normandie, TER Nord-Pas-de-Calais i TER Picardie (linie do Rouen, Calais, Lille, Reims, Compiègne i Paryża), ale również przez Corails Intercités Grandes Lignes z Rouen, Calais, Boulogne, Beauvais i Paryża. Planowane jest połączenie TGV między 2010 a 2016 (istnieje obecnie połączenie autobusowe do TGV Haute-Picardie).